# Edwig Van Hooydonck
Edwig Van Hooydonck, né le 4 août 1966 à Ekeren, est un ancien coureur cycliste belge. Professionnel de 1986 à 1996, il a notamment remporté le Tour des Flandres à deux reprises. Il détient le record de victoires sur la Flèche brabançonne avec quatre succès.
Son frère Gino a été aussi coureur cycliste professionnel de 1986 à 1993 tandis que son neveu Nathan est également coureur cycliste.

## Palmarès

### Palmarès amateur
- 1984
  -  Champion de Belgique sur route juniors
  - Sint-Martinusprijs Kontich
- 1986
  - Tour des Flandres amateurs
  - 5e étape du Tour du Hainaut occidental
  - 2e de Paris-Troyes
  - 2e du Circuit des régions flamandes
  - 2e du championnat de Belgique sur route militaires
  - 2e de l'Internatie Reningelst
  - 3e de la Flèche ardennaise
  - 3e du Circuit Het Volk amateurs
  - 3e du Circuit de Flandre Centrale

### Palmarès professionnel
| - 1987 - Flèche brabançonne - 5e étape du Tour des Pays-Bas (contre-la-montre par équipes) - 2e du Grand Prix Eddy Merckx - 2e du Tour de l'Est de la Belgique - 3e du Samyn - 5e de Paris-Roubaix - 5e du Championnat de Zurich - 1988 - Tour d'Andalousie : - Classement général - Prologue - 3e étape du Tour méditerranéen - Trois villes sœurs - Tour de l'Est de la Belgique - Grand Prix Eddy Merckx - Grand Prix de la Libération (contre-la-montre par équipes) - 3e du Tour de Suède - 5e de Tirreno-Adriatico - 10e du Rund um den Henninger Turm - 1989 - Kuurne-Bruxelles-Kuurne - Tour des Flandres - Grand Prix de Denain - 2e du Grand Prix Eddy Merckx - 3e de Paris-Roubaix - 6e de la Coupe du monde - 1990 - À travers la Belgique - Deutsche Weinstrasse - 2e du Circuit Het Volk - 2e du championnat de Belgique sur route - 3e de Paris-Roubaix - 3e du Grand Prix de la Libération (contre-la-montre par équipes) - 1991 - La Marseillaise - Flèche brabançonne - Tour des Flandres - Coupe Sels - Grand Prix de la Libération (contre-la-montre par équipes) - 2e du Circuit des Ardennes flamandes - Ichtegem - 3e du Circuit Het Volk - 3e du Grand Prix Eddy Merckx - 4e de la Coupe du monde - 5e du Grand Prix de Zurich - 9e de Liège-Bastogne-Liège - 9e du Grand Prix des Amériques | - 1992 - Grand Prix d'ouverture La Marseillaise - 4e étape de l'Étoile de Bessèges - Grand Prix de Denain - 6e étape du Tour d'Espagne - Tour de la Haute-Sambre - 3e étape du Tour d'Irlande - 2e du Circuit des Ardennes flamandes - Ichtegem - 3e du Tour des Flandres - 10e de Liège-Bastogne-Liège - 10e de Paris-Tours - 1993 - Flèche brabançonne - 2e étape du Tour de Romandie - 3eb étape du Tour de Luxembourg (contre-la-montre) - Stadsprijs Geraardsbergen - 2e du Tour d'Andalousie - 3e des Trois Jours de La Panne - 3e du Tour de l'Oise - 3e de la Puivelde Koerse - 3e du Mémorial Joseph Vögli - 3e du Prix national de clôture - 6e de Paris-Roubaix - 7e du Tour des Flandres - 1994 - Grand Prix Paul Borremans - 3e de Paris-Bourges - 9e du Tour des Flandres - 1995 - Flèche brabançonne - 2e du Circuit Het Volk - 2e de Binche-Tournai-Binche - 3e de la Clásica de Almería - 3e de la Course des raisins - 1996 - 2e de la Flèche brabançonne - 2e d'À travers la Belgique |  |

## Résultats sur les grands tours

### Tour de France
6 participations
- 1989 : 110e
- 1990 : 101e
- 1991 : 103e
- 1992 : non partant (13e étape)
- 1993 : 136e et lanterne rouge
- 1994 : non-partant (14e étape)

### Tour d'Espagne
2 participations
- 1992 : 116e, vainqueur de la 6e étape
- 1995 : 102e